# Leipsic (Ohio)
Leipsic ist ein 1874 gegründetes Village im Putnam County, Ohio, Vereinigte Staaten. Es liegt in der fruchtbaren und intensiv landwirtschaftlich genutzten Ebene des ehemaligen Great Black Swamp. Bei der Volkszählung 2000 hatte der Ort 2236 Einwohner.

## Demografie
Die Bevölkerung Leipsics besteht aus 80,6 % Weißen, sowie je 0,4 % Schwarzen oder African Americans, Native Americans und Asians. 15,7 % gaben an, anderen Rassen anzugehören, und 2,5 % nannten zwei oder mehr Rassen. 23,9 % zählten sich zu den Hispanos oder Latinos. Mehrere Hundert Einwohner sind mexikanischer Abstammung. Der hohe Anteil der Hispanos entstand durch den Zuzug von Saisonarbeitern, die sich im Ort niederließen. Nach Leipsic kommen auch weiterhin jeden Sommer Wanderarbeiter, die auf den umliegenden Farmen die Getreide- oder Tomatenernte übernehmen.

## Wirtschaft und Arbeitsbedingungen
Die 1967 in Toledo von Baldemar Velasquez gegründete Landarbeitergewerkschaft Farm Labor Organizing Committee setzt sich dafür ein, die Arbeitsbedingungen der Migranten im Mittleren Westen und North Carolina zu verbessern. Nach jahrelangen erfolglosen Verhandlungen mit den Farmern organisierte sie 1978 von Leipsic aus einen Boykott der Konservenfabriken, die wiederum den Landbesitzern die Preise diktierten. Doch erst 1986 erreichte die Gewerkschaft einen Vertrag mit Campbell und den Farmern in Ohio und Michigan, der den Wanderarbeitern unter anderem Lohnerhöhungen und eine Krankenversicherung garantierte. In Leipsic selbst wurde für die Kinder der Arbeiter ein Summer Migrant Education Program eingerichtet. Es richtet sich an Grundschüler und soll vor allem deren Lese- und Englischkenntnisse verbessern.
Für den Transport der landwirtschaftlichen Produkte sorgt hauptsächlich der Güter-Schienenverkehr. Leipsic wird von Linien der CSX, Norfolk Southern und Canadian National-GTW versorgt. Im Ort selbst haben sich aufgrund der guten Verkehrsverbindungen auch Industriebetriebe angesiedelt, so eine Galvanisierungsanlage für Automobil-Stahl und seit 2008 eine Biodiesel-Raffinerie.

## Persönlichkeiten
- Charles Haskell (1860–1933), erster Gouverneur von Oklahoma, in Leipsic geboren
- Karl Joseph Alter (1885–1977), späterer Vorsitzender der Bischofskonferenz der Vereinigten Staaten, wirkte von 1910 bis 1914 in der Gemeinde der St. Mary Church
- James Cloyd Bowman (18. Januar 1880–27. September 1961), Kinderbuchautor, wurde hier geboren